# Qian’an (Tangshan)
Koordinaten: 40° 0′ N, 118° 41′ O
Die Stadt Qian’an (chinesisch 迁安市, Pinyin Qiān’ān Shì) ist eine kreisfreie Stadt der bezirksfreien Stadt Tangshan im Nordosten der chinesischen Provinz Hebei. Sie hat eine Fläche von 1.235 km² und zählt 728.160 Einwohner (Stand: Zensus 2010).
Die paläolithische Zhaocun-Stätte (Zhaocun yizhi 爪村遗址) steht seit 2006 auf der Liste der Denkmäler der Volksrepublik China (6-4).

## Personen
- Yang Xiufeng (1897–1983), Richter und Politiker